# Gerstungen
Gerstungen is een gemeente in de Duitse deelstaat Thüringen, en maakt deel uit van de Wartburgkreis.
Gerstungen telt 9.034 inwoners.

## Plaatsen in de gemeente Gerstungen
- Gerstungen en Untersuhl
- Lauchröden
- Oberellen
- Unterellen
- Neustädt
- Sallmannshausen

## Gerstungen

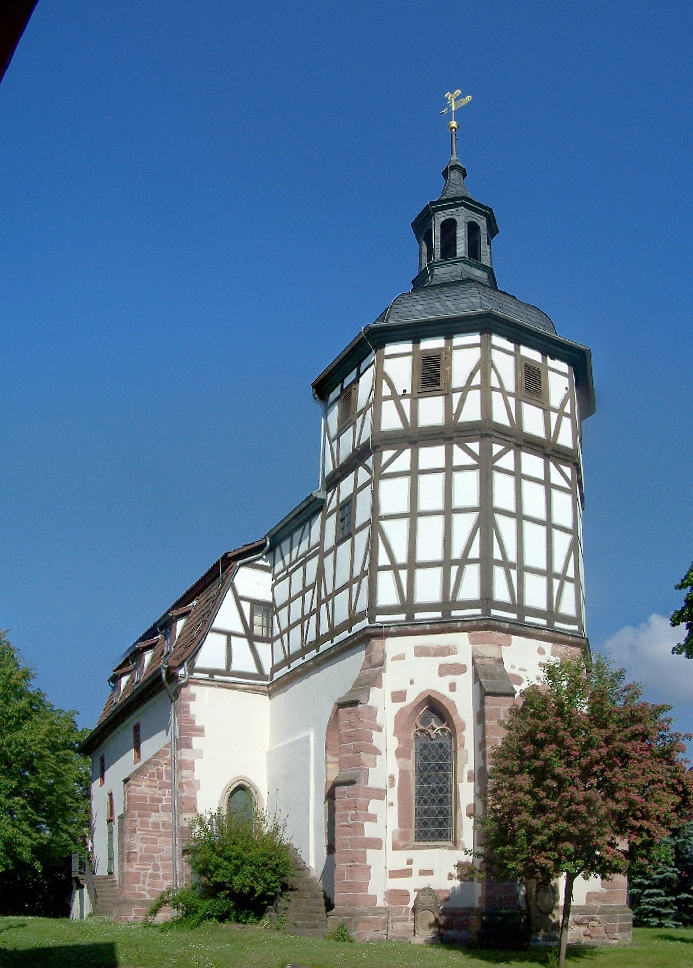
Dorpskerk

Het dorp Gerstungen wordt voor het eerst genoemd in de Codex Eberhardi, een inventaris van alle goederen en rechten van het Klooster Fulda die in de twaalfde eeuw is opgesteld. Het dorp moet echter al in de elfde eeuw hebben bestaan. De huidige kerk dateert uit 1588 en verving een oudere kerk.
 
Amt Creuzburg ·
Bad Liebenstein ·
Bad Salzungen ·
Barchfeld-Immelborn ·
Berka v. d. Hainich ·
Bischofroda ·
Buttlar ·
Dermbach ·
Eisenach ·
Empfertshausen ·
Geisa ·
Gerstengrund ·
Gerstungen ·
Hörselberg-Hainich ·
Kaltennordheim ·
Krauthausen ·
Krayenberggemeinde ·
Lauterbach ·
Leimbach ·
Nazza ·
Oechsen ·
Ruhla ·
Schleid ·
Seebach ·
Treffurt ·
Unterbreizbach ·
Vacha ·
Weilar ·
Werra-Suhl-Tal ·
Wiesenthal ·
Wutha-Farnroda